# Asociación Cultural Las Peñas
La Asociación Cultural Las Peñas es una organización no gubernamental de artistas plásticos con sede en Guayaquil. Reúne a profesionales del arte de la pintura y escultura. 
Fundada en 1966 a iniciativa de artistas plásticos de la Escuela de Bellas Artes de Guayaquil, con el fin de divulgar el arte y la cultura a la comunidad. Realiza anualmente exposiciones artísticas en Guayaquil y Salinas. Sus eventos más importante son la exposiciones que se realizan cada 25 de julio en honor a la fundación de Guayaquil.

## Historia
En Guayaquil el durante las primeras décadas del siglo XX siguió el florecimiento del estilo realismo social, con lo que surgió un grupo de pintores que mantuvieron en la estética de sus obras las actividades cotidianas de montubios, cholos y afroecuatorianos, en 1941 con el nacimiento de la escuela de Bellas Artes, se tiene constancia académica del surgimiento de grandes pintores y escultores. Con estos antecedentes se hizo necesario la creación de una asociación que agrupe a los artistas plásticos, y en 1966 se reunieron en la Escuela de Bellas Artes de Guayaquil un grupo de profesores y artistas destacados quienes fundaron la Asociación Cultural las Peñas.

## Socios fundadores
Alfredo Palacios, Yella Loffredo, Theo Constante, Alba Calderón, Luis Gómez, Rafael Rivas, César Andrade, Antonio Cabrera, Bolívar Peñafiel, Abdón Calderón, Enrique Palacios, Cecilia Palacios, Bella López, Simón Carrillo, Manuel Guano, Oswaldo Cercado, Víctor Mecias, Mario Bustos, José Carreño.

## Expresidentes destacados
Alberto Cadena
Arq. Luis Erazo Vargas.
Lcdo. Eloy Cumbe Trujillo.
Lcdo. Luis Ramírez Lázaro.
David Cumbe Farías, actual.

## Sede
La sede es llamada La Casa del Artista Plástico es una casa patrimonial ubicada en la Calle Numa Pompilio con el número 175 en el barrio de Las Peñas, cuenta con dos niveles, en la planta principal se halla una sala de exposición dividida en múltiples galerías, en el nivel superior se encuentra un espacio para talleres, conferencias y capacitaciones, y en la planta baja se encuentra un restaurante de comidas típicas.

## Eventos
Cada año la Asociación Cultural organiza en el mes de julio una de las más importantes exposiciones artísticas de la ciudad, desde el año 1973 una exposición de similares características suelen ser realizadas en Salinas en el mes de abril conocida como el Festival de las Artes Plásticas Salinas Costa Azul. LA asociación entrega cada año dos importantes premios, El Pincel de Oro y El Cincel de Oro a artistas que se han destacado en sus espacialidades durante su trayectoria artística.